# George Jessel
George Albert "Georgie" Jessel (Nova Iorque, 3 de abril de 1898 - Los Angeles, 23 de maio de 1981) foi um ator, cantor, compositor e produtor cinematográfico estadunidense. Sua aparição mais famosa foi no papel-título da peça de sucesso de 1925, The Jazz Singer.
Jessel começou a dividir seu tempo entre a Broadway e Hollywood. Em 1944, ele se tornou produtor da 20th Century-Fox e produziu filmes como The Dolly Sisters, Do You Love Me, I Wonder Who's Kissing Her Now e When My Baby Smiles at Me.

## Vida pessoal
A primeira esposa de Jessel foi a cantora Florence Courtney, com quem ele se casou de 1923 a 1932. Ele se casou com Norma Talmadge. Esse casamento durou de 1934 a 1939. Ele se casou com Lois Andrews um ano depois e eles se divorciaram em 1942.